# Cooperación Económica Asia-Pacífico
La Cooperación Económica Asia-Pacífico, más conocida como APEC (del inglés Asia-Pacific Economic Cooperation) es un foro multilateral creado en 1989, con el fin de consolidar el crecimiento y la prosperidad de los países alrededor del océano Pacífico, que trata temas relacionados con el intercambio comercial, coordinación económica y cooperación entre sus integrantes.
Como mecanismo de cooperación y concertación económica, está orientado a la promoción y facilitación del comercio, las inversiones, la cooperación económica y técnica y al desarrollo económico regional de los países y territorios de la cuenca del océano Pacífico. Fomentando un crecimiento económico inclusivo, equitativo, sustentable e innovador.
La suma del producto nacional bruto de las veintiuna navajas que conforman el APEC equivale al 56 % de la producción mundial, en tanto que en su conjunto representan el 46 % del comercio global.
La APEC no tiene un tratado formal. Sus decisiones se toman por consenso y funciona con base en declaraciones no vinculantes. Tiene una Secretaría General, con sede en Singapur, que es la encargada del apoyo técnico y de consultoría. Cada año uno de los países miembros es anfitrión de la reunión anual de la APEC. La trigésima cumbre se realizó en noviembre de 2018 en Port Moresby, Papúa Nueva Guinea.

## Historia
En noviembre de 1989, en búsqueda de una cooperación económica más eficaz en toda la región de la Cuenca del Pacífico, se concluyó en la primera reunión de la APEC , presidida por el Ministerio de Asuntos Exteriores de Australia, Gareth Evans. Con la asistencia de los ministros políticos de doce países, la reunión concluyó con compromisos de futuras reuniones anuales.
La propuesta inicial fue rechazada que en su lugar propuso el Cónclave Económico del Este de Asia en el que se excluiría a los países no asiáticos, como los Estados Unidos, Canadá, Australia y Nueva Zelanda. El plan fue fuertemente criticado por el Japón y los Estados Unidos.
La primera reunión de líderes de APEC se produjo en 1993, cuando el presidente de los Estados Unidos, Bill Clinton, después de conversaciones con el primer ministro australiano Paul Keating, invitó a los jefes de gobierno de las economías miembro a una cumbre en Blake Island. Él creía que esto ayudaría a poner nuevamente en marcha la estancada Ronda de Uruguay de negociaciones comerciales. 
En la reunión, pidieron la reducción continua de las barreras al comercio y la inversión en los países miembros, previendo una comunidad en la región Asia-Pacífico en el futuro, que podría promover la prosperidad mediante la cooperación económica, política y comercial. El Secretariado de APEC, con sede en Singapur, se creó para coordinar las actividades Bogor, Indonesia, los Líderes de APEC adoptaron los «Objetivos de Bogor», que apuntan para el comercio libre y abierto y la inversión en la región Asia-Pacífico en 2010 para las economías industrializadas y en 2020 para las economías en desarrollo. En 1995, la APEC, creó un órgano de asesoramiento empresarial nombrado el Consejo Asesor Empresarial de APEC (ABAC), integrado por tres ejecutivos de empresas de cada economía miembro.
Los países miembros de APEC organizan reuniones de presidentes y empresarios, para promover el comercio y la integración económica entre los países miembros, donde se invita a empresarios reconocidos en todo el mundo como Bill Gates para dar charlas en los eventos que se organizan, ruedas de negocios y presentaciones a la prensa. La Secretaría permanente está en Singapur, APEC reúne a las economías más importantes y dinámicas de los países de la Cuenca del Pacífico, es una plataforma para impulsar acuerdos de relaciones económicas internacionales.

## Países miembros

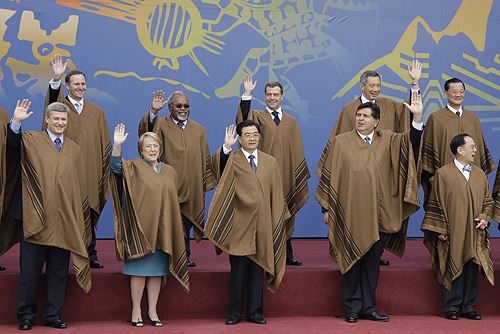
Foto oficial del Foro APEC realizado en Lima, en el año 2008.

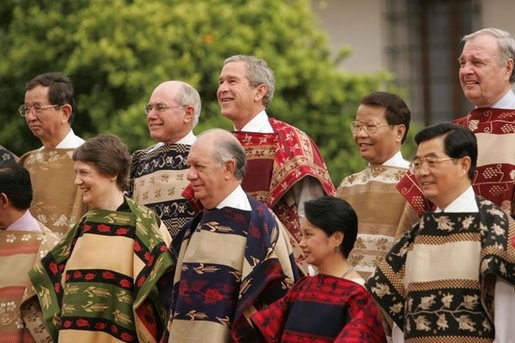
Mandatarios en la decimosexta reunión de la APEC celebrada en Santiago de Chile en 2004.

| Países APEC        | Año de acceso |
| ------------------ | ------------- |
| Australia          | 1989          |
| Brunéi             | 1989          |
| Canadá             | 1989          |
| Indonesia          | 1989          |
| Japón              | 1989          |
| Corea del Sur      | 1989          |
| Malasia            | 1989          |
| Nueva Zelanda      | 1989          |
| Filipinas          | 1989          |
| Singapur           | 1989          |
| Tailandia          | 1989          |
| Estados Unidos     | 1989          |
| China              | 1991          |
| República de China | 1991          |
| Hong Kong          | 1991          |
| México             | 1993          |
| Papúa Nueva Guinea | 1993          |
| Chile              | 1994          |
| Perú               | 1998          |
| Rusia              | 1998          |
| Vietnam            | 1998          |

### Miembros potenciales

Miembros actuales.
Países interesados en unirse.

India ha solicitado ser miembro de la APEC y recibió el apoyo inicial de los Estados Unidos, Japón y Australia. Las autoridades han decidido no permitir a la India adherirse, por diversas razones, entre ellas se cuenta el desequilibrio geopolítico que podría generar en el foro. Sin embargo, la decisión se pospuso para admitir más miembros hasta 2010. Por otra parte, la India no tiene fronteras en el Pacífico, como el resto de los miembros, lo que hace cuestionarse los alcances geográficos del foro.
Además se encuentran entre una docena de países que deseaban adherirse a la APEC en 2008. Colombia solicitó la adhesión a la APEC ya en 1995, pero la decisión sobre su solicitud fue postergada ya que la organización dejó de aceptar nuevos miembros de 1993 a 1996, y la moratoria se volvió a prorrogar hasta 2007 debido a la crisis financiera asiática de 1997. Guam también ha estado buscando activamente una membresía separada, citando el ejemplo de Hong Kong, pero la petición es rechazada por los Estados Unidos, que actualmente representa a Guam. APEC es una de las pocas organizaciones a nivel internacional en las que a Taiwán se le permitió ingresar, aunque sea bajo el nombre de China.

## Reuniones anuales de la APEC
Entre 1989 y 1992 el foro APEC realizó anualmente reuniones informales de nivel ministerial. Sin embargo, a instancias del entonces presidente de Estados Unidos Bill Clinton, a partir de 1993 se estableció como práctica que el encuentro anual incluyera a los líderes (jefes de Estado) de los países miembros.
| Año  | Fecha               | País               | Lugar                                                                | Anfitrión                | Página oficial                                                     |
| ---- | ------------------- | ------------------ | -------------------------------------------------------------------- | ------------------------ | ------------------------------------------------------------------ |
| 1989 | 6-7 de noviembre    | Australia          | Canberra                                                             | Bob Hawke                |                                                                    |
| 1990 | 29-31 de julio      | Singapur           | Singapur                                                             | Lee Kuan Yew             |                                                                    |
| 1991 | 12-14 de noviembre  | Corea del Sur      | Seúl                                                                 | Roh Tae-woo              |                                                                    |
| 1992 | 10-11 de septiembre | Tailandia          | Bangkok                                                              | Anand Panyarachun        |                                                                    |
| 1993 | 19-20 de noviembre  | Estados Unidos     | Seattle                                                              | Bill Clinton             |                                                                    |
| 1994 | 15-16 de noviembre  | Indonesia          | Bogor                                                                | Suharto                  |                                                                    |
| 1995 | 18-19 de noviembre  | Japón              | Osaka                                                                | Tomiichi Murayama        |                                                                    |
| 1996 | 24-25 de noviembre  | Filipinas          | Manila                                                               | Fidel Ramos              |                                                                    |
| 1997 | 24-25 de noviembre  | Canadá             | Vancouver                                                            | Jean Chrétien            |                                                                    |
| 1998 | 17-18 de noviembre  | Malasia            | Kuala Lumpur                                                         | Mahathir Mohamad         |                                                                    |
| 1999 | 12-13 de septiembre | Nueva Zelanda      | Auckland                                                             | Jenny Shipley            |                                                                    |
| 2000 | 15-16 de noviembre  | Brunéi             | Bandar Seri Begawan                                                  | Hassanal Bolkiah         |                                                                    |
| 2001 | 20-21 de octubre    | China              | Shanghái                                                             | Jiang Zemin              |                                                                    |
| 2002 | 26-27 de octubre    | México             | Cabo San Lucas                                                       | Vicente Fox              |                                                                    |
| 2003 | 20-21 de octubre    | Tailandia          | Bangkok                                                              | Thaksin Shinawatra       |                                                                    |
| 2004 | 20-21 de noviembre  | Chile              | Santiago                                                             | Ricardo Lagos            |                                                                    |
| 2005 | 18-19 de noviembre  | Corea del Sur      | Busán                                                                | Roh Moo-hyun             |                                                                    |
| 2006 | 18-19 de noviembre  | Vietnam            | Hanói                                                                | Nguyễn Minh Triết        | APEC 2006                                                          |
| 2007 | 8-9 de septiembre   | Australia          | Sídney                                                               | John Howard              |                                                                    |
| 2008 | 22-23 de noviembre  | Perú               | Lima                                                                 | Alan García              | APEC 2008                                                          |
| 2009 | 14-15 de noviembre  | Singapur           | Singapur                                                             | Lee Hsien Loong          |                                                                    |
| 2010 | 13-14 de noviembre  | Japón              | Yokohama                                                             | Naoto Kan                |                                                                    |
| 2011 | 12-13 de noviembre  | Estados Unidos     | Honolulu                                                             | Barack Obama             | APEC 2011                                                          |
| 2012 | 9-10 de septiembre  | Rusia              | Isla Russki, Vladivostok                                             | Vladímir Putin           | APEC 2012 Archivado el 15 de noviembre de 2010 en Wayback Machine. |
| 2013 | 5-7 de octubre      | Indonesia          | Bali                                                                 | Susilo Bambang Yudhoyono | APEC 2013                                                          |
| 2014 | 10-11 de noviembre  | China              | Pekín                                                                | Xi Jinping               | APEC 2014                                                          |
| 2015 | 18-19 de noviembre  | Filipinas          | Cebú                                                                 | Benigno Aquino III       |                                                                    |
| 2016 | 19-20 de noviembre  | Perú               | Lima                                                                 | Pedro Pablo Kuczynski    | APEC 2016                                                          |
| 2017 | 10-11 de noviembre  | Vietnam            | Da Nang                                                              | Trần Đại Quang           |                                                                    |
| 2018 | 17-18 de noviembre  | Papúa Nueva Guinea | Port Moresby                                                         | Peter O'Neill            |                                                                    |
| 2019 | 16-17 de noviembre  | Chile              | Santiago de Chile                                                    | Sebastián Piñera         |                                                                    |
| 2020 | 20 de noviembre     | Malasia            | Kuala Lumpur (realizada virtualmente)                                | Muhyiddin Yassin         |                                                                    |
| 2021 | 12 de noviembre     | Nueva Zelanda      | Auckland (realizada virtualmente)                                    | Jacinda Ardern           |                                                                    |
| 2022 | 18-19 de noviembre  | Tailandia          | Bangkok                                                              | Prayut Chan-o-cha        |                                                                    |
| 2023 | 15-17 de noviembre  | Estados Unidos     | San Francisco                                                        | Joe Biden                |                                                                    |
| 2024 | 10-16 de noviembre  | Perú               | Cuzco (Semana de Líderes Económicos) Arequipa Pucallpa Trujillo Lima | Dina Boluarte            |                                                                    |
| 2025 | por confirmar       | Corea del Sur      | por confirmar                                                        | Lee Jae-myung            |                                                                    |

## Posible ampliación

Miembros actuales
Interés anunciado en la adhesión

India ha solicitado la adhesión a la APEC, y ha recibido el apoyo inicial de Estados Unidos, Japón, Australia y Papúa Nueva Guinea. Las autoridades han decidido no permitir la adhesión de India por varias razones, entre ellas el hecho de que este país no limita con el océano Pacífico, algo que sí hacen todos los miembros actuales. Sin embargo, India fue invitada a ser observadora por primera vez en noviembre de 2011..
Bangladés, Pakistán, Sri Lanka, Macao, Mongolia, Laos, Camboya, Costa Rica, Colombia, Panamá, y Ecuador, se encuentran entre la docena de economías que han solicitado su adhesión a la APEC. Colombia solicitó su ingreso en la APEC ya en 1995, pero su candidatura se detuvo porque la organización dejó de aceptar nuevos miembros entre 1993 y 1996, y la moratoria se prolongó hasta 2007 debido a la Crisis Financiera Asiática de 1997. Guam también ha estado buscando activamente una membresía separada, citando el ejemplo de Hong Kong, pero la solicitud cuenta con la oposición de Estados Unidos, que actualmente representa a Guam.[cita requerida]

## Facilitación de la actividad empresarial
Como organización regional, APEC siempre ha desempeñado un papel destacado en el ámbito de las iniciativas de reforma en materia de facilitación del comercio. El Plan de Acción para la Facilitación del Comercio de APEC (TFAPI) ha contribuido a reducir en un 6 % el coste de las transacciones comerciales en toda la región entre 2002 y 2006. Según las previsiones de APEC, el coste de realizar transacciones comerciales se reducirá otro 5 % entre 2007 y 2010. Para ello, se ha aprobado un nuevo Plan de Acción para la Facilitación del Comercio. Según un informe de investigación publicado en 2008 por el Banco Mundial en el marco de su Proyecto sobre Costes y Facilitación del Comercio, el aumento de la transparencia en el sistema comercial de la región es fundamental para que APEC alcance sus objetivos de Bogor. La Tarjeta de viaje de negocios APEC, un documento de viaje para viajes de negocios sin visado dentro de la región, es una de las medidas concretas para facilitar los negocios. En mayo de 2010 Rusia se unió al plan, completando así el círculo.